# قائمة معارك الحرب العراقية-الايرانية
الحرب الايرانية العراقية او معركة القادسية الثاني، ضمت العديد من المعارك وذلك لانها حرب طويلة استمرت لثمانية سنوات،وهذه قائمة لمعارك تلك الحرب.

## قائمة المعارك
| المعركة                            | التاريخ                        | النتيجة                                       |
| ---------------------------------- | ------------------------------ | --------------------------------------------- |
| الغارة الجوية العراق على ايران     | 22 سبتمبر 1980                 | انتصار عراقي - بداية الحرب العراقية-الايرانية |
| معركة قصر شيرين                    | 22-24 سبتمبر 1980              | انتصار عراقي                                  |
| معركة المحمرة الاولى               | 22 سبتمبر-10 نوفمبر 1980       | انتصار عراقي - احتلال المحمرة                 |
| عملية كمان 99                      | 23-26 سبتمبر 1980              | انتصار ايراني                                 |
| عملية دزفول                        | 15 أوكتوبر 1980                | انتصار ايراني                                 |
| حصار عبادان                        | 6 نوفمبر 1980 – 27 سبتمبر 1981 | انتصار إيراني                                 |
| عملية سوسنگرد                      | 17 نوفمبر 1980                 | انتصار ايراني واستعادة سوسنغرد                |
| عملية الؤلؤة                       | 20 ديسمبر 1980                 | انتصار ايراني                                 |
| عملية نصر                          | 5-9 يناير 1981                 | انتصار عراقي                                  |
| عملية ثامن الأئمة                  | 27-29 سبتمبر 1981              | انتصار ايراني                                 |
| معركة المحمرة الثانية              | 24 أبريل – 12 مايو 1982        | انتصار ايراني                                 |
| عملية الفتح المبين                 | 22 مارس – 1 أبريل 1982         | انتصار إيراني                                 |
| عملية طريق القدس                   | 29 نوفمبر – 7 ديسمبر 1981      | انتصار إيراني                                 |
| معركة المحمرة الثانية              | 24 أبريل – 12 مايو 1982        | انتصار ايراني - استعادة المحمرة               |
| عملية بيت المقدس                   | 24 ابريل-24 مايو 1982          | انتصار ايراني                                 |
| عملية رمضان (معركة البصرة الاولى)  | 13 يوليو – 16 أغسطس 1982       | انتصار عراقي                                  |
| عملية مسلم بن عقيل                 | 1-7 أوكتوبر 1982               | انتصار عراقي                                  |
| عملية قبل الفجر                    | 6-11 فبراير 1983               | انتصار عراقي                                  |
| عملية الفجر 1                      | 6 فبراير – 26 فبراير 1983      | انتصار عراقي                                  |
| عملية الفجر 2                      | 24-22 يوليو 1983               | انتصار عراقي                                  |
| عملية الفجر 3                      | 30يوليو-9 اغسطس 1983           | انتصار عراقي                                  |
| عملية الفجر 4                      | 19 أكتوبر – 24 نوفمبر 1983     | انتصار إيراني                                 |
| عملية الفجر 5                      | 16-20 فبراير 1984              | انتصار عراقي                                  |
| عملية الفجر 6                      | 22-24 فبراير 1984              | انتصار عراقي                                  |
| معركة الأهوار                      | 23 فبراير – 26 مارس 1984       | انتصار إيراني                                 |
| عملية خيبر                         | 23 فبراير-19 مارس 1984         | نصر ايراني                                    |
| عملية بدر (1985)                   | 10–20 مارس 1985                | انتصار عراقي                                  |
| عملية قادر                         | 15 يوليو -9 سبتمبر 1985        | انتصار ايراني                                 |
| عملية الفجر 8 (معركة الفاو الاولى) | 9–25 فبراير 1986               | انتصار إيراني - احتلال شبه جزيرة الفاو        |
| معركة مهران (عملية كربلاء 1)       | 15 مايو-4 يوليو 1986           | انتصار ايراني                                 |
| عملية الفجر 3 (معركة الأمية)       | 30 اغسطس-2 سبتمبر 1986         | انتصار عراقي                                  |
| معركة أم الرصاص (عملية كربلاء 4)   | 25-27 ديسمبر 1986              | انتصار عراقي                                  |
| عملية كربلاء 5 (حصار البصرة)       | 8 يناير – 26 فبراير 1987       | انتصار إيراني                                 |
| معركة مجنون                        | 25 يناير 1987                  | انتصار إيراني                                 |
| معركة شرق البصرة (كربلاء 6)        | 15 يناير 1987                  | انتصار عراقي                                  |
| عملية كربلاء 9                     | 9 ابريل 1987                   | غير حاسم                                      |
| عملية كربلاء 10                    | 15 ابريل-25 مايو 1987          | انتصار ايراني                                 |
| عملية نصر 4                        | 31 يونيو-25 يوليو 1987         | انتصار ايراني                                 |
| عملية بيت المقدس 4                 | 10 أبريل – 19 مايو 1988        | انتصار ايراني                                 |
| معركة الفاو الثانية                | 17-18 ابريل 1988               | تحرير الفاو وانتصار عراقي                     |
| عمليات توكلنا على الله             | 25 مايو – 25 يونيو 1988        | انتصار عراقي                                  |
| عملية ظفر 7                        | منتصف مارس                     | انتصار ايراني                                 |
| الهجوم الكيميائي على حلبجة         | 13–17 مارس 1988                | انتصار عراقي (استخدام الأسلحة الكيميائية)     |
| عملية فرس النبي                    | 18 ابريل 1988                  | انتصار امريكي                                 |
| عملية مرصاد                        | 26–30 يوليو 1988               | انتصار إيراني                                 |
| عملية الثريا                       | 18 يونيو 1988                  | انتصار مجاهدي خلق                             |